# Liste der Baudenkmale in Bad Belzig
In der Liste der Baudenkmale in Bad Belzig sind alle Baudenkmale der brandenburgischen Stadt Bad Belzig und ihrer Ortsteile aufgelistet. Grundlage ist die Veröffentlichung der Landesdenkmalliste mit dem Stand vom 31. Dezember 2021. Die Bodendenkmale sind in der Liste der Bodendenkmale in Bad Belzig aufgeführt.

## Legende
In den Spalten befinden sich folgende Informationen:
- ID-Nr.: Die Nummer wird vom Brandenburgischen Landesamt für Denkmalpflege vergeben. Ein Link hinter der Nummer führt zum Eintrag über das Denkmal in der Denkmaldatenbank. In dieser Spalte kann sich zusätzlich das Wort Wikidata befinden, der entsprechende Link führt zu Angaben zu diesem Denkmal bei Wikidata.
- Lage: die Adresse des Denkmales und die geographischen Koordinaten. Link zu einem Kartenansichtstool, um Koordinaten zu setzen. In der Kartenansicht sind Denkmale ohne Koordinaten mit einem roten beziehungsweise orangen Marker dargestellt und können in der Karte gesetzt werden. Denkmale ohne Bild sind mit einem blauen bzw. roten Marker gekennzeichnet, Denkmale mit Bild mit einem grünen beziehungsweise orangen Marker.
- Bezeichnung: Bezeichnung in den offiziellen Listen des Brandenburgischen Landesamtes für Denkmalpflege. Ein Link hinter der Bezeichnung führt zum Wikipedia-Artikel über das Denkmal.
- Beschreibung: die Beschreibung des Denkmales
- Bild: ein Bild des Denkmales und gegebenenfalls einen Link zu weiteren Fotos des Baudenkmals im Medienarchiv Wikimedia Commons

## Allgemein
| ID-Nr.   | Lage          | Bezeichnung                             | Beschreibung | Bild                                    |
| -------- | ------------- | --------------------------------------- | --- | --------------------------------------- |
| 09190595 | Belzig (Lage) | Denkmalbereichssatzung der Stadt Belzig | Der Bereich umfasst das Gebiet der Altstadt innerhalb und einschließlich der Stadtbefestigung, den Burgbereich mit der Siedlung Sandberg und die Ansätze der vorstädtischen Bebauung im Nordwesten, Norden und Osten. Grenzen sind Mühlgrabendamm und die Niemöllerstraße im Westen, Ernst-Thälmann- und Puschkinstraße im Osten, Freigraben und Karl-Liebknecht-Straße im Osten, Bahntrasse und Bricciusberg im Süden. | Denkmalbereichssatzung der Stadt Belzig |

## Baudenkmale in den Ortsteilen

### Bad Belzig
| ID-Nr.                           | Lage                                                  | Bezeichnung | Beschreibung | Bild |
| -------------------------------- | ----------------------------------------------------- | --- | --- | --- |
| 09191340                         | (Lage)                                                | Alte Poststraße, Abschnitt von Lütte über Belzig und Raben nach Groß Marzehns | | Alte Poststraße, Abschnitt von Lütte über Belzig und Raben nach Groß Marzehns                                                                                                   |
| 09191341 Teilobjekt zu: 09191340 | (Lage)                                                | Pflasterstraße | | Pflasterstraße |
| 09191342 Teilobjekt zu: 09191340 | (Lage)                                                | Brücke | Gearbeitet aus Feld- und Ziegelsteinen. Datiert auf 1817/1820. | Brücke |
| 09190042                         | Kirchplatz (Lage)                                     | Stadtkirche St. Marien | Die evangelische Stadtkirche wurde wahrscheinlich in der ersten Hälfte des 13. Jahrhunderts erbaut. Die Kirche aus dieser Zeit ist größtenteils noch erhalten, auch wenn Teile erweitert wurden. Der Altaraufsatz und die Kanzel stammen aus der Zeit um 1660. | weitere Bilder |
| 09191501 Teilobjekt zu: 09190042 | Kirchplatz (Lage)                                     | Orgel | Die Orgel wurde 1747 von Johann Georg Papenius in Halberstadt gebaut. 1974 wurde die Orgel nach Bad Belzig transloziert. Sie befindet sich im nördlichen Querschiff. | Orgel |
| 09190045                         | (Lage)                                                | Reste der Stadtmauer am Kirchplatz, am Stadtgraben, am Wall und in der Mauerstraße | Reste der Stadtmauer aus Feldsteinen haben sich an mehreren Stellen erhalten. In der Mauer waren Beobachtungstürme (z. B. in Form von Wiekhäusern) eingebaut. Stadtmauer und Stadtgraben dienten der Befestigung der Stadt. Die Stadttore bildeten die Zugänge, Reste sind im Boden erhalten. (Schlosstor, Sandberger, Wiesenburger und Brandenburger Tor). | weitere Bilder |
| 09191004                         | Am Bahnhof 1–4, 6, 9, 11 (Lage)                       | Bahnhof Belzig mit folgenden baulichen Anlagen: Empfangsgebäude der Staatsbahn mit Gaststätte, Wartesaal, Toiletten und Eiskeller (Nr. 11), Bauinspektionsgebäude (Nr. 9), Wasserstation „Wasserwerk“ (Nr. 6), Güterschuppen mit beidseitigen Laderampen, Empfangsgebäude der Brandenburgischen Städtebahn (Nr. 3), Wohnhaus (Nr. 1), Doppel-Wohnhaus (Nr. 2), Lagerhäuschen (Brennstofflager), Wohnhaus (Nr. 4), Güterschuppen, Lok und Wagenhalle, Stellwerk „Big“ | Der Bahnhof der Staatsbahn an der 195 km langen Eisenbahnstrecke Berlin – Güsten – Blankenheim („Kanonenbahn“) entstand 1879. Aus dieser Zeit stammen das Empfangsgebäude und der Güterschuppen östlich des Empfangsgebäudes und die Wasserstation. Das Gebäude der Städtebahn entstand 1904, aus der gleichen Zeit stammen auch die umliegenden Wohnhäuser und die Bahninspektion gegenüber dem Staatsbahngebäude. 1938 wurde das Gebäude der Bahnmeisterei („Wohnhaus Am Bahnhof 4“) im Städtebahnhof gebaut, das Stellwerk „Big“ stammt vom Anfang der 1990er Jahre. | weitere Bilder |
| 09192430 Teilobjekt zu: 09191004 | Am Bahnhof 11 (Lage)                                  | Bahnhofsempfangsgebäude | Das Bahnhofsgebäude entstand mit der Eröffnung des Bahnhofs 1878/79. Es ist ein zweigeschossiger Typenbau, ähnliche Gebäude findet man in Barby, Calbe, Hettstedt und Klostermansfeld an der Strecke. Die Anbauten an das Empfangsgebäude entstanden in der Zeit von 1900 bis 1914. Im Sommer 2010 kauften die Belziger Stadtwerke das Gebäude, nach der Sanierung wurde es unter dem Namen „Fläming-Bahnhof Bad Belzig“ eingeweiht. Neben den Betrieben ist ein Besucher- und Informationszentrum eingezogen. | Bahnhofsempfangsgebäude |
| 09192442 Teilobjekt zu: 09191004 | Am Bahnhof (Lage)                                     | Toilettenhaus | Das Toilettenhaus ist östlich an das Empfangsgebäude angebaut. | Toilettenhaus |
| 09191345 Teilobjekt zu: 09191004 | Am Bahnhof (Lage)                                     | Eiskeller | Der Eiskeller steht östlich neben dem Empfangsgebäude. | Eiskeller |
| 09191346 Teilobjekt zu: 09191004 | Am Bahnhof (Lage)                                     | Bahnsteigüberdachung | Die Bahnsteigüberdachung wurde Anfang des 20. Jahrhunderts direkt an das Empfangsgebäude angebaut. Bei der Sanierung nach 2010 wurde sie beseitigt. | Bahnsteigüberdachung |
| 09192431 Teilobjekt zu: 09191004 | Am Bahnhof 9 (Lage)                                   | Verwaltungsgebäude | Das Gebäude entstand Anfang des 20. Jahrhunderts und steht schräg gegenüber dem Empfangsgebäude auf der anderen Straßenseite. | weitere Bilder |
| 09192432 Teilobjekt zu: 09191004 | Am Bahnhof (Lage)                                     | Wasserstation | Die Wasserstation steht nordwestlich des Bahnhofsgebäudes auf der anderen Straßenseite und stammt aus der Erbauungszeit des Bahnhofs 1878/79. | weitere Bilder |
| 09192433 Teilobjekt zu: 09191004 | Am Bahnhof (Lage)                                     | Güterschuppen | Der Güterschuppen der Staatsbahn steht östlich des Personenbahnhofs. | Güterschuppen |
| 09192434 Teilobjekt zu: 09191004 | Am Bahnhof 3 (Lage)                                   | Bahnhofsempfangsgebäude | Das Empfangsgebäude der Städtebahn entstand Anfang des 20. Jahrhunderts. Es steht auf der Südseite der Gleisanlagen. | weitere Bilder |
| 09192435 Teilobjekt zu: 09191004 | Am Bahnhof 1 (Lage)                                   | Wohnhaus | | Wohnhaus |
| 09192436 Teilobjekt zu: 09191004 | Am Bahnhof 2 (Lage)                                   | Wohnhaus | | Wohnhaus |
| 09192437 Teilobjekt zu: 09191004 | Am Bahnhof (Lage)                                     | Lagergebäude | Eingeschossiger roter Ziegelbau mit Satteldach. Datiert auf das Jahr 1904. Befindet sich (südlich der Gleisanlagen) zwischen den beiden nebeneinander stehenden Wohnhäusern und dem Empfangsgebäude. | Lagergebäude |
| 09192438 Teilobjekt zu: 09191004 | Am Bahnhof 4 (Lage)                                   | Wohnhaus | Der Ziegelbau aus den 1930er Jahren steht neben dem Städtebahnempfanggebäude auf der Südseite der Gleisanlagen. | weitere Bilder |
| 09192439 Teilobjekt zu: 09191004 | Am Bahnhof (Lage)                                     | Güterschuppen | Fachwerk-Ziegelbau (gelbe Ziegel) mit Satteldach. Zum Güterschuppen gehört ein roter Klinkeranbau (datiert auf 1930/1940). Er schließt an der Südseite des Schuppens an. Er weist starke Verfallserscheinungen auf. Der Güterschuppen steht östlich des zweigeschossigen Wohnhauses mit Walmdach (südlich der Gleisanlagen). Datiert auf 1900/1905. | weitere Bilder |
| 09192440 Teilobjekt zu: 09191004 | Am Bahnhof (Lage)                                     | Lokomotivhalle | Die Lokomotivhalle der Städtebahn befindet sich südlich der Gleisanlagen. | Lokomotivhalle |
| 09192441 Teilobjekt zu: 09191004 | Am Bahnhof (Lage)                                     | Stellwerk | Das Stellwerk befindet sich südlich der Gleisanlagen. Das Gebäude hat vier Geschosse. Die Denkmaldatenbank datiert es auf 1950/1960, tatsächlich ging es erst 1992 in Betrieb. | Stellwerk |
| 09191578                         | (Lage)                                                | Brückenbauwerke der Brandenburgischen Städtebahn östlich von Bad Belzig: Überführung der Städtebahn über die Niemegker Straße, Unterführung der Städtebahn unter der Staatsbahn | Die Bahntrasse quert die Niemegker Straße. | Brückenbauwerke der Brandenburgischen Städtebahn östlich von Bad Belzig: Überführung der Städtebahn über die Niemegker Straße, Unterführung der Städtebahn unter der Staatsbahn |
| 09191579 Teilobjekt zu: 09191578 | (Lage)                                                | Eisenbahnbrücke / Brücke | Die Brücke liegt etwas mehr als 800 Meter nordöstlich der Überführungsbrücke an der Niemegker Straße. Hier wird die Stadtbahn unter der Staatsbahn hindurchgeführt. | Eisenbahnbrücke / Brücke |
| 09190046                         | Bahnhofstraße 14 (Lage)                               | Gutshaus | Eingeschossiger Ziegelbau mit Mansarddach und verkürztem Krüppelwalmdach (Giebelwalm). Die Entstehungszeit datiert auf etwa auf 1800 (ca. 100 später folgte ein Umbau). Einst ein Rittergut II. Anteils der Familie von Freyberg, 1891 von Bau- und Zimmermeister Steinhaus, der auch ein Sägewerk einrichtete. 1946 enteignet. Bis 1996 war es bewohnt. Die Hallen wurden zu Ausstellungen und als Lagerräume genutzt. In den 2010er Jahren wurde es aufwändig saniert und ist wieder bewohnt. | weitere Bilder |
| 09190047                         | Bahnhofstraße 16 (Lage)                               | Wohnhaus (ehemals Teil des Heilig-Geist-Hospitals, später Gefängnis) | Zweigeschossiger Backsteinbau mit Satteldach. Die Entstehungszeit datiert auf etwa auf 1650 (es folgten im Lauf der Jahrhunderten zweimal Änderungsbauten). Vormaliges Heilig-Geist-Hospital war vermutlich Katharinenkapelle (14. Jahrhundert erwähnt). Eines der ältesten Bauwerke der Stadt. 1879 nach einem Brand verkauft und als Wohn- und Bürohaus wieder aufgebaut. 1899 kaufte es die Aktien-Brauerei-Gesellschaft Friedrichshöhe, vormals Patzenhofer in Berlin (1920 Schultheiß-Patzenhofer-Brauerei Aktiengesellschaft). Getränkevertrieb bis in die 1980er Jahre. Leerstand bis 2004. Sanierung durch Norbert Eggenstein mit archäologischer Begleitung. | weitere Bilder |
| 09192579                         | Berliner Straße 4 (Lage)                              | Gutshaus Koreuber mit Erdkeller | Eineinhalbgeschossiger Ziegelbau mit Feldsteinsockel und Krüppelwalmdach. Die Entstehungszeit datiert auf etwa auf 1886/1900 (Anfang der 1990er Jahre erfolgte ein Umbau). | Gutshaus Koreuber mit Erdkeller |
| 09192580 Teilobjekt zu: 09192579 | Berliner Straße 4 (Lage)                              | Eiskeller / Lagerkeller | Ziegelbau, datiert auf die Jahre 1886/1900. Der Eis-/Lagerkeller befindet sich in nordöstlicher Richtung ca. 10 Schritte entfernt von Gutshaus. | Eiskeller / Lagerkeller |
| 09190048                         | Brandenburger Straße (Lage)                           | Gertraudenkapelle, auf dem Friedhof | Die Hospitalkapelle St. Gertraudstammt aus der zweiten Hälfte des 15. Jahrhunderts, vom Stadtfriedhof umgeben, genutzt als Friedhofskapelle. | weitere Bilder |
| 09190049                         | Brandenburger Straße (Lage)                           | Grabmale aus Sandstein sowie drei eiserne Grabkreuze, auf dem Friedhof | Stele für Diakon Albert Baur (1803–1886) von den Berliner Turnern aufgestellt. Stele für Friedrich Dorno (1889–1918), Grabplatten und Gedenksteine für Pfarrer, Mühlenmeister und andere. Ihr Standort wurde verlegt von der Kapellenmauer zur westlichen Friedhofsmauer, linker Hand vom Haupteingang. | weitere Bilder |
| 09191707 Teilobjekt zu: 09190049 | Brandenburger Straße (Lage)                           | Grabkreuz | | BW |
| 09190050                         | Brandenburger Straße (Lage)                           | Gedenkstätte für Zwangsarbeiter, auf dem Friedhof | 1965 wurde die erste Gedenkstätte für die Opfer des Zweiten Weltkrieges auf dem Gertraudenfriedhof eingeweiht. | Gedenkstätte für Zwangsarbeiter, auf dem Friedhof |
| 09190730 Wikidata                | Brücker Landstraße 1 (Lage)                           | Katholische Kirche St. Bonifatius mit Pfarrhaus | Es handelt sich um eine Saalkirche: Ziegelbau, Grundsteinlegung 1931, geweiht 1932. | weitere Bilder |
| 09192120 Teilobjekt zu: 09190730 | Brücker Landstraße 1 (Lage)                           | Pfarrhaus | Eingeschossiges Gebäude mit Walmdach, links vor der Kirche stehend. Entstehungszeit 1931/1932. | Pfarrhaus |
| 09192121 Teilobjekt zu: 09190730 | Brücker Landstraße 1 (Lage)                           | Glasfenster | Es handelt sich um 12 Farbfenster mit Heiligen-Motiven. Sie stammen vom Künstler Egbert Lammers aus dem Jahr 1942. | Glasfenster |
| 09190653                         | Ernst-Thälmann-Straße 4 (Lage)                        | Villa | Landratsvilla, erbaut 1925, in der DDR Kreisleitung der SED. Ab 1990 Kreisamt und ab 2012 Umbau für die Erweiterung des Gymnasiums. | Villa |
| 09190651                         | Ernst-Thälmann-Straße 6 (Lage)                        | Villa | Ehemaliges, 1910 erbautes Wohnhaus des Stärkefabrik-Besitzers Rieckmann. Nach dem Zweiten Weltkrieg zog hier das Amtsgericht Belzig ein. 2004 wurde das Amtsgericht nach Brandenburg verlegt und das Haus verkauft. Aktuell beherbergt es ein Wohnhaus und Atelier. | weitere Bilder |
| 09190830                         | Flämingweg 6 (Lage)                                   | Wohnhaus | Das Landhaus am Hospitalberg wurde schon Anfang des 19. Jahrhunderts erwähnt, umgebaut wurde es kurz nach 1900. Der Besitzer besaß einen Anteil am Weinberg. Die Einheimischen nennen es auch „Schweizer Haus“. Seit 2009 ist es der Sitz der Roger-Loewig-Stiftung, Roger Loewig wohnte hier. | Wohnhaus |
| 09190051                         | Gliener Straße 9 (Lage)                               | Scharfrichtergehöft und Abdeckerei | Das Haus liegt in einer Senke, an einem ehemaligen Teich am Stadtrand. Der zweigeschossige Ziegelbau mit Krüppelwalmdach datiert auf das Jahr 1817. | weitere Bilder |
| 09191708 Teilobjekt zu: 09190051 | Gliener Straße 9 (Lage)                               | Schlachthaus | Quergebäude: Der Ziegelbau datiert auf 1851/1900. | Schlachthaus |
| 09190063                         | Hermann-Lielje-Straße 3 (Lage)                        | Sanatorium | Als Lungenheilstätte 1898 bis 1900 vom Berlin-Brandenburger Heilstättenverein und der Samuel-Bleichröder-Stiftung erbaut, ab 1931 als Erholungsheim Belzig-Land von Siemens eingerichtet, ab 1939 Lazarett 101, nach Kriegsende nach Ablauf des Pachtvertrages mit Siemens 1950 laut Grundbuch enteignet, als Tuberkulose-Heilstätte bis 1972 bezirksgeleitet weitergeführt. Nach Sanierung zum Sanatorium für Herz-Kreislauf-Krankheiten 1974 in Betrieb genommen. 1993 als orthopädische und psychosomatische Rehabilitationsklinik von der Lielje-Unternehmensgruppe nach umfassender Sanierung eingeweiht. Ende 2009 an die Stiftung Oberlinhaus Potsdam übereignet. | Sanatorium |
| 09190052                         | Im Grünen Grund (Lage)                                | Gedenkstätte Roederhof | Gedenkstätte für die Opfer des Frauenkonzentrationslagers Belzig, Außenlager Ravensbrück. Ab 1943 kamen die Transporte mit den Frauen, die unter unmenschlichen Bedingungen in der Munitionsfabrik Roederhof in Belzig arbeiten mussten. Am 1. Mai 1945 Todesmarsch bis Altengrabow, 72 entkräftete Frauen blieben im Lager Belzig. Anfang Mai findet in jedem Jahr eine Gedenkveranstaltung statt. | weitere Bilder |
| 09190053                         | Kirchplatz 2 (Lage)                                   | Gebäude der Superintendentur | Das Gebäude wurde 1678 als Wohn- und Amtshaus erbaut. Die Mauern des Kellers und des Erdgeschosses sind vermutlich Reste des mittelalterlichen Vorgängerbaus. Das Obergeschoss wurde in Fachwerkständerbauweise mit Ziegelausfachung und profiliertem Gurtgesims errichtet und trägt das Walmdach. Die Superintendentur ist das älteste Wohngebäude am Kirchplatz und somit von besonderer städtebaulicher, baugeschichtlicher und ortsgeschichtlicher Bedeutung. 1994 wurde die Superintendentur in Belzig geschlossen. Das Gebäude wurde 1996/97 beispielhaft instand gesetzt und restauriert und wird seit 1998 als altengerechtes Wohnhaus genutzt. 1998 beziehen die Mieter 6 Wohnungen, die mit 1,4 Mill Mark, davon 70 % aus der Städtebauförderung, saniert wurden. | weitere Bilder |
| 09190054                         | Kirchplatz 3 (Lage)                                   | Reißiger-Haus mit Gedenktafel | Zwischen der Superintendentur und der Pfarrkirche Sankt Marien liegt das Reißiger-Haus. Es wurde 1728 als Schul- und Kantorenhaus erbaut. Unter dem als Fachwerkständerbau mit Ziegelausfachung errichteten Gebäude ist der Keller des Vorgängerbaus erhalten geblieben. Das Gebäude ist das Geburtshaus des Komponisten Carl-Gottlieb Reißiger (1798–1859), der als Hofkapellmeister in Dresden tätig war. Seit der Instandsetzung und Restaurierung in den Jahren 1991/92 wird das Reißiger-Haus als Wohnhaus genutzt und beherbergt das Büro der Diakonie. | weitere Bilder |
| 09191398 Teilobjekt zu: 09190054 | Kirchplatz 3 (Lage)                                   | Gedenktafel | Die Tafel ist Carl Gottlieb Reißiger bewidmet, Hofkapellmeister und Kantor (1789-1859). | Gedenktafel |
| 09191399 Teilobjekt zu: 09190054 | Kirchplatz 3 (Lage)                                   | Gedenktafel | Die Tafel ist Walter Kuhlmey bewidmet, Heimatforscher und Kantor (1871-1950). | Gedenktafel |
| 09190055                         | Magdeburger Straße 16 (Lage)                          | Wohnhaus | Das brauberechtigte Haus gehörte einem Teerschwäler, dann einem Schuhmachermeister und schließlich dem Bäckermeister Dorno. 1830 kaufte es der Stadtmusikus Tiede. 1877 erwirbt es Konditor Otto Richter. 1905 Frau Destillateur Rosalie Meyer geb. Schinkel und 1918 Oberleitungsaufseher Hermann Wienicke. Im Saal wurde noch im vorigen Jahrhundert getanzt. | weitere Bilder |
| 09190056                         | Magdeburger Straße 18 (Lage)                          | Wohnhaus | Nach den Tuchmachern erwarb das Haus 1877 ein Korbmacher. Ihm folgten weitere Generationen Korbmacher. Die Sanierung steht noch aus. | weitere Bilder |
| 09190057                         | Mauerstraße 3 (Lage)                                  | Doppelwohnhaus | Zweigeschossiger Fachwerk-Bau mit Satteldach. Das Doppelwohnhaus ist hier nicht als nebeneinander liegende Doppelhaushälften konzipiert, sondern als übereinander liegende unabhängige Wohneinheiten mit separaten Zugängen für Parterre und erste Etage. Datiert auf 1701/1800. | weitere Bilder |
| 09190058                         | Mauerstraße 27 (Lage)                                 | Wohnhaus | Zweigeschossiger Fachwerk-Bau mit Satteldach. Datiert auf 1846/1855. | weitere Bilder |
| 09191191                         | Mühlenweg 1 (Lage)                                    | Ölschlägers Mühle, bestehend aus Hauptgebäude, Mühlenstau, Sägewerksgebäude, Schuppen, Stall und Torscheune | Eine Oel- und Schneidemühle mit Garten, einem Wohnhause, einer Stallung, einer Scheune und zwei Bretterschuppen wird für Mühlenmeister Mochring im Grundbuch eingetragen. 1824 kauft Mühlenmeisters Johann Gottlieb Uhlemann die Mühle, die als Papiermühle betrieben wird. Ab 1878 Mühlenmeister Otto Hermann Oelschlaeger und Nachfolger bis 1949. Die Hälfte behält ein Erbe, die andere wird 1951 eingetragen als Eigentum des Volkes – Rat der Stadt Belzig als Rechtsträger. 1952 geht die ideelle Hälfte des Rates der Stadt Belzig als Eigentum des Volkes an VEB Sägewerk II in Belzig als Rechtsträger über. Eine Sanierung ist nun vom neuen Besitzer begonnen. | weitere Bilder |
| 09191192 Teilobjekt zu: 09191191 | Mühlenweg 1 (Lage)                                    | Mühlengebäude & Wohnhaus | Ein- und zweigeschossiger Ziegelbau mit Satteldach. Datiert auf 1836/1840. Im Laufe der Jahrzehnte und -hunderte folgten diverse Änderungbauten. Die Gebäude befinden sich auf der nördlichen Hofseite. | BW |
| 09191193 Teilobjekt zu: 09191191 | Mühlenweg 1 (Lage)                                    | Sägemühle | Eingeschossiger Holzbau mit Pultdach. Das Gebäude positioniert sich rechtwinklig zum Mühlengebäude bzw. Wohnhaus. Datiert auf 1930/1940. | BW |
| 09191194 Teilobjekt zu: 09191191 | Mühlenweg 1 (Lage)                                    | Scheune & Torhaus | Es handelt sich um eine Durchfahrtsscheune u.a. in Funktion des Eingangsgebäudes am Mühlenweg: Fachwerkbau mit Satteldach. Entstehungsjahr ca. 1850. | BW |
| 09191195 Teilobjekt zu: 09191191 | Mühlenweg 1 (Lage)                                    | Stall | Zweigeschossiger Ziegelbau mit Satteldach. Datiert auf etwa 1900. Der Stall steht westlich der Torscheune. | BW |
| 09191196 Teilobjekt zu: 09191191 | Mühlenweg 1 (Lage)                                    | Schuppen | Holzbau mit Satteldach. Datiert auf 1930/1940. Der Schuppen befindet sich im östlichen Teil des Hofes. | BW |
| 09191197 Teilobjekt zu: 09191191 | Mühlenweg 1 (Lage)                                    | Mühlenfließ & Mühlenteich | Der Mühlenteich befindet sich westlich des Haupt- bzw. Mühlengebäudes. Das Fließ (der Springbach) durchzieht das Mühlengehöft. | BW |
| 09190980                         | Niemegker Straße 6 (Lage)                             | Wohnhaus | Wohnhaus des Abdeckers Otto Barfuß, der zuerst in Niemegk die Abdeckerei betrieb und Anfang des vorigen Jahrhunderts nach Belzig kam. Sein Vater gleichen Namens war Weißgerber. | weitere Bilder |
| 09190059                         | Niemegker Straße 36 (Lage)                            | Villa | Ehemaliges Wohnhaus (eingeschossig mit Berliner Dach) des Baumeisters Bruno Sacharowitz. Entstehungsjahr 1888. | weitere Bilder |
| 09190873                         | Niemegker Straße 70 (Lage)                            | Wohnhaus „Haus Grundemann“ | Der auf einem Gartengrundstück freistehende eingeschossige, asymmetrisch aufgebaute Putzbau mit Sockel und Wandgliederungen aus roten Klinkern wird von einem ausgebauten Mansarddach mit Falzziegeldeckung und Dachgauben abgeschlossen. Weiße Putzflächen, rote Sockel, Lisenen, flachbogige Fensterstürze und Traufzonen sowie grüne Fensterrollos, Schleppgauben und Spaliere ergeben einen ansprechenden Farbkontrast. An der rechten Giebelseite befand sich ursprünglich ein Altan mit darunter liegender, zum Nebeneingang führender Außentreppe (später zugebaut und heute als Veranda dienend). Vor dem straßenseitigen Eingang des Hauses entstand nach 1945 ein Vorbau. Nach 1923 wurde hier durch Reinhold Rupprecht ein Taxiunternehmen geführt. In den letzten Kriegsjahren wohnte der Berliner Bildhauer Hans Krückeberg bis zu seinem Tode (1952) im Haus Grundemann. | BW |
| 09190061                         | Niemöllerstraße 1 (Lage)                              | Landratsamt (Haus 1), Nebengebäude (Haus 2) und Garage | Das Landratsamt wurde 1893-1894 erbaut. Es ist ein zweigeschossiger Ziegelbau mit Walmdach im Stil der Neorenaissance. Heute ist das Gebäude Sitz des Landrates des Landkreises Potsdam-Mittelmark. | weitere Bilder |
| 09191709 Teilobjekt zu: 09190061 | Niemöllerstraße 1 (Lage)                              | Nebengebäude (Haus 2) | Zweigeschossiger kubischer Ziegelbau. Datiert auf die Jahre 1901/1910. Das Gebäude liegt südlich des Haupthauses unmittelbar an der Hofzufahrt. | Nebengebäude (Haus 2) |
| 09191710 Teilobjekt zu: 09190061 | Niemöllerstraße 1 (Lage)                              | Garage | Ziegelbau mit Satteldach. Datiert auf 1901/1910. Die Garage liegt hinter dem Hauptgebäude, in nordwestlicher Richtung. | Garage |
| 09190062                         | Niemöllerstraße 2 (Lage)                              | Villa | Zweigeschossiger Ziegelbau mit Mansardwalmdach. Die 1902 erbaute Villa bezog Walter Stahlberg, Belziger Bürgermeister von 1894 bis 1925. Später kaufte sie der Arzt Dr. Melde. Zuletzt ist die Villa im Besitz eines Immobilienmaklers. | weitere Bilder |
| 09190064                         | Sandberger Straße 13 (Lage)                           | Wohnhaus | Zweigeschossiger Fachwerkbau mit Satteldach. Datiert auf 1701/1750. Es folgten im Laufe der Jahrhunderte zwei Umbauten. | weitere Bilder |
| 09190864                         | Schloßstraße 1–2 (Lage)                               | Schlossmühle | Die Burgmühle, Bergmühle oder auch Schlossmühle wird in alten Akten ab 1414 häufiger erwähnt. 1639 vom Wasser fortgerissen, 1661 wieder vorhanden. Ab 1873 im Besitz von Mühlenmeister Otto Dorno, er hatte die Tochter des Vorbesitzers geheiratet. 1887 brannte die Mühle ab, der Neubau erfolgte noch im gleichen Jahr. Otto Dorno geb. 1914 übte sein Handwerk noch bis 1959 aus. Erhalten ist das Mühlrad im Mühlenanbau. | weitere Bilder |
| 09192265 Teilobjekt zu: 09190864 | Schloßstraße 2 (Lage)                                 | Wohnhaus und Mühle | Zweigeschossiger Ziegelbau mit Satteldach. Datiert auf etwa 1880. | Wohnhaus und Mühle |
| 09192266 Teilobjekt zu: 09190864 | Schloßstraße 1–2 (Lage)                               | Scheune und Kuhstall | Es handelt sich um eine Durchfahrtsscheune: Ziegelbau mit Satteldach und doppelt stehendem Dachstuhl. Datiert auf 1788 (erweitert ca. 1900). | Scheune und Kuhstall |
| 09192267 Teilobjekt zu: 09190864 | Schloßstraße 1–2 ()                                   | Stall | Eingeschossiger Ziegelbau mit Satteldach. Datiert auf etwa 1900. | ein Bild hochladen |
| 09192268 Teilobjekt zu: 09190864 | Schloßstraße 1–2 (Lage)                               | Scheune | Es handelt sich um eine Einfahrtsscheune: Fachwerkbau mit Lehmausfachung auf Feldstein-Sockel und doppelt stehendem Dachstuhl. Datiert auf 1751/1800, 1800/1821. | Scheune |
| 09192269 Teilobjekt zu: 09190864 | Schloßstraße 1–2 ()                                   | Garage | Ziegelbau mit Satteldach. | ein Bild hochladen |
| 09192270 Teilobjekt zu: 09190864 | Schloßstraße 1–2 (Lage)                               | Lagerhaus und Werkstattgebäude | Eingeschossiger Fachwerkbau mit Ziegelausfachung, Satteldach und einfach stehendem Dachstuhl. | Lagerhaus und Werkstattgebäude |
| 09192271 Teilobjekt zu: 09190864 | Schloßstraße 1–2 (Lage)                               | Schweinestall | Eingeschossiger Ziegelbau mit Pultdach. Datiert auf etwa 1900. | Schweinestall |
| 09190065                         | Straße der Einheit 2 (Lage)                           | Wohnhaus mit Hofgebäude (alte Brauerei) | Nach dem Dreißigjährigen Krieg vom Amtsschösser Fugmann zunächst als Verwaltungsgebäude mit Sitznischenportalen erbaut. Brauberechtigt waren um 1700 in Belzig 65 Bürger. Hinter diesem Geschäft, das auch als Ausspanne betrieben wurde, ist ein ehemaliges Brauhaus, erbaut im 17. Jh., noch vorhanden, aber sanierungsbedürftig. Die Fassade des Wohnhauses wurde mehrmals verändert und ist als Drogerie Weichmann zuletzt in Erinnerung. Die Erben bieten es zum Verkauf an. | weitere Bilder |
| 09191711 Teilobjekt zu: 09190065 | Straße der Einheit 2 (Lage)                           | Brauereigebäude | Zweigeschossiger Fachwerkbau mit Satteldach und umlaufender Oberlaube. Datiert auf 1801/1815. | Brauereigebäude |
| 09190626                         | Straße der Einheit 4 (Lage)                           | Wohnhaus | Zweigeschossiger achtachsiger Fachwerkbau mit Satteldach und hofseitiger Oberlaube. Datiert auf 1701/1800. | weitere Bilder |
| 09190066                         | Straße der Einheit 10 (Lage)                          | Wohnhaus mit Hofgebäude (alte Färberei) | Im Belziger Schreckensjahr 1636, nach der Zerstörung der Innenstadt im Dreißigjährigen Krieg, wurde das Haus als Verwaltungsgebäude der sächsischen Regierung 1638 wieder aufgebaut. Später wurde es als Wohn- und Geschäftshaus mit Färberhaus der Blaudruckerei (siehe "Wirtschaftsgebäude") genutzt. Das zweigeschossige, repräsentative Bürgerhaus mit Toreinfahrt und einem rundbogigen Sitznischen-Portal aus Sandstein zeugt von sächsischer Bautradition. Die Wappentafel über dem Eingang weist den Amtsschösser Nikolaus Fugmann und die Jahreszahl-Inschrift 1638 aus. | weitere Bilder |
| 09191712 Teilobjekt zu: 09190066 | Straße der Einheit 10 (Lage)                          | Wirtschaftsgebäude | Es handelt sich um das Hofgebäude, ein zweigeschossiger Fachwerkständerbau mit Oberlaube. Wurde als Färberhaus der Blaudruckerei genutzt. | BW |
| 09190067                         | Straße der Einheit 14 (Lage)                          | Wohnhaus | Von Bürgermeister Johann Gottlob Serno 1789 erbaut, erweitert und umgestaltet zum Geschäftshaus und zur Holzpantinenfabrik unter Gustav Mentzel. Seit 1896 im Besitz der Kaufmannsfamilie. | weitere Bilder |
| 09190627                         | Straße der Einheit 17 (Lage)                          | Wohn- und Geschäftshaus | Einst stand hier ein brauberechtigtes Wohnhaus des Apothekers Leidolt mit Brauhaus und Stall. Dann wurde dort eine Tischlerei eingerichtet. Seit 1895 im Besitz der Kaufmannsfamilie Schulze. Dreigeschossiges Eckhaus mit Walmdach. Umbau zum Modehaus erfolgte 1934 unter Aufsicht des Architekten Hans Schmidt. Unter dem Gebäude frühe Gewölbekeller. | Wohn- und Geschäftshaus |
| 09190765                         | Straße der Einheit 24 (Lage)                          | Wohnhaus | Zweigeschossiger Fachwerk-Ziegelbau mit Satteldach und Schopfwalm. Datiert auf 1636/1700. Es folgte ein Umbau 1801/1900. | weitere Bilder |
| 09190656                         | Straße der Einheit 35, Ernst-Thälmann-Straße 2 (Lage) | Fläming-Gymnasium | | weitere Bilder |
| 09192025 Teilobjekt zu: 09190656 | Straße der Einheit 35, Ernst-Thälmann-Straße 2 (Lage) | Schule | Es handelt sich um Haus I. Zweieinhalbgeschossiger und dreiflügeliger Ziegelbau mit flachen Walmdächern aus dem Jahr 1869. | Schule |
| 09192026 Teilobjekt zu: 09190656 | Straße der Einheit 35, Ernst-Thälmann-Straße 2 (Lage) | Schule | Zweigeschossiger Ziegelbau mit Krüppelwalm- und Satteldach, weist einen L-förmigen Grundriss auf. Datiert auf die Jahre 1907/1908. | BW |
| 09191467                         | Straße der Einheit 47 (Lage)                          | Wohnhaus | Zweigeschossiger Bau mit Satteldach. Datiert auf 1890/1900. Ein Umbau erfolgte 1920/1935. | Wohnhaus |
| 09190068                         | Weitzgrunder Weg (Lage)                               | Gedenkstein für die Geschwister Scholl, vor der Schule | | Gedenkstein für die Geschwister Scholl, vor der Schule |
| 09190069                         | Weitzgrunder Weg / Borussiaweg (Lage)                 | Gedenkstein für Bruno Kühn | | Gedenkstein für Bruno Kühn |
| 09190076                         | Lübnitzer Straße, Gliener Straße (Lage)               | Gedenkstätte für die Opfer des Faschismus (OdF), an der Post | | Gedenkstätte für die Opfer des Faschismus (OdF), an der Post |
| 09190070                         | Wiesenburger Straße 1 (Lage)                          | Wohnhaus | Zweigeschossiger Fachwerkbau mit Krüppelwalmdach. Inschrift datiert auf das Jahr 1661. | weitere Bilder |
| 09190071                         | Wiesenburger Straße 3 (Lage)                          | Wohnhaus | Zweigeschossiger Backsteinbau mit Krüppelwalmdach. Datiert auf 1601/1700. | weitere Bilder |
| 09190625                         | Wiesenburger Straße 4 (Lage)                          | Kelleranlage | Es handelt sich um eine Teilunterkellung mit großen Gewölbekellern aus ausgehendes Mittelalter/Früh-Renaissance/Spät-Renaissance. | weitere Bilder |
| 09190072                         | Wiesenburger Straße 7 (Lage)                          | Wohnhaus | | Wohnhaus |
| 09190073                         | Wiesenburger Straße 11 (Lage)                         | Gedenktafel für Fritz Reuter am Wohnhaus | Die Tafel ist dem Heimatdichter Fritz Reuter (1810-1874) bewidmet. | weitere Bilder |
| 09190074                         | Wiesenburger Straße 17 (Lage)                         | Wohnhaus | Zweigeschossiger Fachwerkbau mit Krüppelwalmdach. Datiert auf 1601/1700. Ein Umbau erfolgte 1801/1815. | Wohnhaus |
| 09190075                         | Wiesenburger Straße 21 (Lage)                         | Wohnhaus und Hofgebäude | Zweigeschossiger Fachwerkbau mit Krüppelwalmdach. Datiert auf 1667/1800. Gegen 1900 erfolgte noch ein Umbau. | weitere Bilder |
| 0919 Teilobjekt zu: 09190075     | Wiesenburger Straße 21 (Lage)                         | Stall | Eingeschossiger Fachwerkbau mit Pultdach. Datiert auf 1767/1800. Der Stall befindet sich hinter dem Wohnhaus auf der linken Seite, schließt den Hof nach Osten hin ab. | Stall |
| 0919 Teilobjekt zu: 09190075     | Wiesenburger Straße 21 (Lage)                         | Stall | Eingeschossiger Fachwerkbau mit Pultdach. Datiert auf 1801/1850. Der Stall befindet sich hinter dem Wohnhaus auf der rechten Seite, schließt den Hof nach Westen hin ab. | Stall |
| 09190079                         | Wittenberger Straße (Lage)                            | Postsäule | Die Postsäule steht an der Ecke Wittenberger Straße 1 / Bahnhofstraße. Sie stammt aus dem Jahr 1725. Es ist ein Obelisk mit kursächsischem Wappen und den Initialen von August des Straken. | weitere Bilder |
| 09190077                         | Wittenberger Straße 1 (Lage)                          | Heilig-Geist-Hospital | Das Heilig-Geist-Hospital wurde im Jahr 1383 gestiftet. In den Jahren 1776–1778 wurde das Gebäude neu errichtet, nachdem es abgebrannt war. | Heilig-Geist-Hospital |
| 09190078                         | Wittenberger Straße 4 (Lage)                          | Wohnhaus und Stallgebäude | Wohnhaus: Zweigeschossiger Fachwerkbau mit Schwarzer Küche und Krüppelwalmdach. Datiert auf 1786/1800 (Änderungsbauten 1801/1900). | weitere Bilder |
| 09191374 Teilobjekt zu: 09190078 | Wittenberger Straße 4 (Lage)                          | Stall | Eineinhalbgeschossiger Fachwerkbau mit Ziegel- und Lehmausfachung. Datiert auf 1786/1800. | Stall |
| 09190044                         | Wittenberger Straße 14 (Lage)                         | Burg Eisenhardt | Die Burg Eisenhardt (15. Jahrhundert) ist Eigentum der Stadt, sie beherbergt ein Hotel, das Stadtmuseum und das Standesamt. Burgkeller und Ausstellungsräume werden für Veranstaltungen genutzt. Eine umfangreiche Sanierung erfolgte mit archäologischer Begleitung. Dabei wurden neben dem Bergfried Reste der romanischen Vorgängerburg (13. Jh.) mit Kapelle freigelegt und der Brunnen auf dem Burghof aufgemauert. | weitere Bilder |
| 09191703 Teilobjekt zu: 09190044 | Wittenberger Straße 14 (Lage)                         | Torhaus | | Torhaus |
| 09191704 Teilobjekt zu: 09190044 | Wittenberger Straße 14 (Lage)                         | Speicher | | Speicher |
| 09191705 Teilobjekt zu: 09190044 | Wittenberger Straße 14 (Lage)                         | Bergfried | | weitere Bilder |
| 09191706 Teilobjekt zu: 09190044 | Wittenberger Straße 14 (Lage)                         | Burgmauer | | Burgmauer |
| 09190043                         | Wittenberger Straße 16 (Lage)                         | Sankt-Briccius-Kirche, auf der Anhöhe südlich der Burg | Die Bricciuskapelle befindet sich im Gelände der Vorburg, sie wurde erstmals im Jahre 1161 erwähnt. Seit Jahrhunderten umgibt der Begräbnisplatz der Bewohner des ehemaligen Dorfes Sandberg (eingemeindet nach Belzig 1914) die Kapelle. Sie wurde nach einem flämischen Heiligen benannt. Im Inneren sind alte Grabplatten erhalten. | weitere Bilder |

### Bergholz
| ID-Nr.   | Lage   | Bezeichnung | Beschreibung | Bild           |
| -------- | ------ | ----------- | --- | -------------- |
| 09190081 | (Lage) | Dorfkirche  | Die evangelische Dorfkirche ist ein spätromanischer Bau. Im Inneren befindet sich ein Altaraufsatz aus der Zeit um 1700. | weitere Bilder |

### Borne
| ID-Nr.            | Lage   | Bezeichnung                                                                                  | Beschreibung | Bild           |
| ----------------- | ------ | -------------------------------------------------------------------------------------------- | --- | -------------- |
| 09190094 Wikidata | (Lage) | Dorfkirche                                                                                   | Die Feldsteinkirche St. Pankratius in Borne ist eine der ältesten Dorfkirchen im Fläming und wird wohl bereits in einer Urkunde aus dem Jahr 1227 erwähnt. Der Altaraufsatz ist inschriftlich 1713 datiert und besitzt drei Gemälde übereinander (Abendmahl, Kreuzabnahme und Grablegung). | weitere Bilder |
| 09190095          | (Lage) | Bockwindmühle, an der Straße nach Bergholz                                                   | | weitere Bilder |
| 09190572          | (Lage) | Steinbogenbrücke (Überführung der Eisenbahnstrecke Berlin-Wiesenburg), südwestlich von Borne | Die Brücke in einem Waldstück zwischen Borne und Wiesenburg wurde 1877 für die Berlin-Blankenheimer Eisenbahn gebaut. | weitere Bilder |

### Dippmannsdorf
| ID-Nr.                           | Lage                            | Bezeichnung                                                                   | Beschreibung | Bild           |
| -------------------------------- | ------------------------------- | ----------------------------------------------------------------------------- | --- | -------------- |
| 09190138 Wikidata                | Dorfkirche Dippmannsdorf (Lage) | Dorfkirche                                                                    | Die Dorfkirche wurde 1860 nach einem Entwurf von Stüler erbaut. Die Kirche wurde nach dem Zweiten Weltkrieg von 1949 bis 1960 wieder aufgebaut. | weitere Bilder |
| 09190875                         | Freibadstraße 9, 9a (Lage)      | Gehöft, bestehend aus Wohnhaus, linkem Stallgebäude, Scheune und Nebengebäude | Das gesamte Gehöft samt seiner Gebäude-Bestandteile (mit Ausnahme des Nebengebäudes) datiert aus den Jahren 1746/1755. Wohnhaus: Zweigeschossiger Fachwerk-Ziegelbau mit Satteldach (Umbauten 1851/1875). Stall: linke Hofbegrenzung, Satteldach. Scheune: Fachwerk-Ziegelbau mit Satteldach. Nebengebäude: Ein Anbau auf der Ostseite der Scheune. Ziegelbau mit Satteldach. Datiert aus den Jahren 1886/1900. | weitere Bilder |
| 09190139                         | Lindenwinkel 3 (Lage)           | Wohnhaus                                                                      | Zweigeschossiger Ziegelbau mit Krüppelwalmdach. Datiert auf 1851/1900. | Wohnhaus       |
| 09190988                         | Waldfrieden 11 (Lage)           | Oberförsterei, bestehend aus Hauptgebäude, Scheune, Lagergebäude und Keller   | | weitere Bilder |
| 09192405 Teilobjekt zu: 09190988 | Waldfrieden 11 (Lage)           | Forsthaus                                                                     | Eingeschossiger Ziegelbau mit einem Schiefer-Satteldach. Datiert auf das Jahr 1896. | Forsthaus      |
| 09192406 Teilobjekt zu: 09190988 | Waldfrieden 11 (Lage)           | Scheune                                                                       | Es handelt sich um eine Einfahrtsscheune: Fachwerkbau auf Feldstein-Sockel mit Satteldach. Entstehungsjahr: 1780. | Scheune        |
| 09192407 Teilobjekt zu: 09190988 | Waldfrieden 11 (Lage)           | Speicher                                                                      | Es handelt sich um einen Saatgutspeicher. Entworfen als Fachwerk-Ziegelbau mit Schleppdach. Entstehungsjahr: 1900. | Speicher       |
| 09192408 Teilobjekt zu: 09190988 | Waldfrieden 11 (Lage)           | Kelleranlage                                                                  | Die Kelleranlage befindet sich nicht auf dem Hof, sondern auf der gegenüberliegenden Straßenseite (giebelseitig zur Straße hin ausgerichtet). Ein in den Hang gebautes, aus Feldsteinen gefertigtes Kellergewölbe. Es besitzt ein Satteldach. Datiert auf 1780/1800. | Kelleranlage   |

### Fredersdorf
| ID-Nr.                           | Lage                  | Bezeichnung                                                                   | Beschreibung | Bild           |
| -------------------------------- | --------------------- | ----------------------------------------------------------------------------- | --- | -------------- |
| 09190159                         | (Lage)                | Dorfkirche                                                                    | | weitere Bilder |
| 09191506 Teilobjekt zu: 09190159 | (Lage)                | Orgel                                                                         | Der Orgelbauer war Johann Ephraim Hübner aus Wittenberg. | BW             |
| 09190160                         | Lindenallee (Lage)    | Gutshaus mit Parkanlage und Nebengebäude des ehemaligen Gärtnereigehöfts      | | weitere Bilder |
| 09191357 Teilobjekt zu: 09190160 | Lindenallee (Lage)    | Gutspark                                                                      | | BW             |
| 09190876                         | Hauptstraße 29 (Lage) | Gehöft, bestehend aus Mittelflurhaus, rechtem Stallgebäude und Torüberdachung | | BW             |
| 09192313 Teilobjekt zu: 09190876 | Hauptstraße 29 (Lage) | Wohnhaus                                                                      | Bei dem zweigeschossigen Fachwerkbau handelt es sich um ein Mittelflurhaus. Das Haus stammt im Ursprung aus dem 18. Jahrhundert. Im Inneren befand sich einmal eine Schwarze Küche. | BW             |
| 09192314 Teilobjekt zu: 09190876 | Hauptstraße 29 (Lage) | Stall                                                                         | Der Stall, ein Ziegelbau mit Satteldach, wurde im Jahr 1891 erbaut. Er begrenzt den Hof auf der rechten Seite.                                                                      | BW             |
| 09192315 Teilobjekt zu: 09190876 | Hauptstraße 29 (Lage) | Toreinfahrt                                                                   | Ziegelbau mit Satteldach. Entstehungsjahr etwa 1900. | BW             |

### Groß Briesen
| ID-Nr.                           | Lage   | Bezeichnung | Beschreibung | Bild           |
| -------------------------------- | ------ | ----------- | --- | -------------- |
| 09190200                         | (Lage) | Dorfkirche  | Das Bauwerk entstand im Jahr 1713 unter der Leitung von August Friedrich Brandt von Lindau, der einen mittelalterlichen Vorgängerbau einbeziehen ließ. Im Innenraum befindet sich unter anderem ein hölzerner Kanzelaltar aus der Bauzeit. | weitere Bilder |
| 09191337 Teilobjekt zu: 09190200 | (Lage) | Taufengel   | | BW             |

### Hagelberg
| ID-Nr.                           | Lage                     | Bezeichnung                                                                            | Beschreibung | Bild                                                                         |
| -------------------------------- | ------------------------ | -------------------------------------------------------------------------------------- | --- | ---------------------------------------------------------------------------- |
| 09190214                         | (Lage)                   | Denkmal für die Befreiungskriege 1813, auf dem Borussiaberg an der Straße nach Lübnitz | Das Denkmal wird auch als das alte Denkmal bezeichnet. Es befindet sich nördlich des Dorfes.                                            | weitere Bilder                                                               |
| 09190213                         | (Lage)                   | Denkmal für die Befreiungskriege 1813, auf dem Kienberg                                | Das sogenannte „Neue Denkmal“ befindet sich südlich des Ortes an einem Abhang.                                                          | weitere Bilder                                                               |
| 09191056                         | Grützdorfer Weg 1 (Lage) | Vorwerk Grützdorf (Schäferei), bestehend aus drei Stallgebäuden und Wohnhaus           | | Vorwerk Grützdorf (Schäferei), bestehend aus drei Stallgebäuden und Wohnhaus |
| 09192490 Teilobjekt zu: 09191056 | Grützdorfer Weg 1 (Lage) | Stall                                                                                  | Es ist der südliche Stall: Ursprünglicher Feldsteinbau, eingeschossig mit Krüppelwalmdach. Datiert auf die Jahre 1801/1840.             | Stall                                                                        |
| 09192491 Teilobjekt zu: 09191056 | Grützdorfer Weg 1 (Lage) | Stall                                                                                  | Es ist der nördliche Stall: Zweigeschossiger Feldstein-Ziegelbau mit Satteldach. Datiert auf 1865/1867.                                 | Stall                                                                        |
| 09192492 Teilobjekt zu: 09191056 | Grützdorfer Weg 1 (Lage) | Stall                                                                                  | Es ist der westliche Stall: Ursprünglicher Feldsteinbau mit Satteldach. Datiert auf die Jahre 1865/1897 (Umbauten erfolgten 1910/1930). | Stall                                                                        |
| 09192493 Teilobjekt zu: 09191056 | Grützdorfer Weg 1 (Lage) | Wohnhaus                                                                               | Eingeschossiger Ziegelbau mit Satteldach. Datiert auf die Jahre 1920/1930. Das Wohnhaus begrenzt den Hof nach Osten.                    | Wohnhaus                                                                     |

### Klein Briesen
| ID-Nr.                           | Lage   | Bezeichnung | Beschreibung                                                                                           | Bild           |
| -------------------------------- | ------ | ----------- | --- | -------------- |
| 09190201                         | (Lage) | Dorfkirche  | Die Fachwerkkirche entstand im Jahr 1692 und besitzt überwiegend eine bauzeitliche Kirchenausstattung. | weitere Bilder |
| 09191338 Teilobjekt zu: 09190201 | (Lage) | Taufengel   | | BW             |

### Klein Glien
| ID-Nr.                           | Lage                  | Bezeichnung | Beschreibung | Bild               |
| -------------------------------- | --------------------- | --- | --- | ------------------ |
| 09190215 Wikidata                | (Lage)                | Dorfkirche | Der Putzbau entstand im Jahr 1665 und wurde 1790 umgreifend erneuert. Im Innern steht unter anderem eine hölzerne Kanzel aus der 2. Hälfte des 17. Jahrhunderts.           | weitere Bilder     |
| 09191508 Teilobjekt zu: 09190215 | (Lage)                | Orgel | Sie stammt vom Orgelbauer Johann Wilhelm Grüneberg aus dem Jahr 1791 (eine Restaurierung erfolgte 1979).                                                                   | BW                 |
| 09190216                         | Hauptstraße 25 (Lage) | Gutshof, bestehend aus Gutshaus mit Treppenhausanbau, Stallgebäude, Wirtschaftshaus und gepflastertem Hof mit Brunnenschale aus Sandstein | Die Gutsanlage entstand im Jahr 1771. Um 1900 herum erfolgten zweimal Änderungsbauten.                                                                                     | weitere Bilder     |
| 09191771 Teilobjekt zu: 09190216 | Hauptstraße 25 (Lage) | Herrenhaus | Eingeschossiger Ziegelbau mit Mansarddach. Erbaut im Jahr 1771. Um 1900 kam mit dem Treppenhaus mit Wendeltreppe ein nördlicher Anbau hinzu (in der Abbildung ganz links). | Herrenhaus         |
| 09191772 Teilobjekt zu: 09190216 | Hauptstraße 25 (Lage) | Stall | Der eineinhalbgeschossige Feldstein-Ziegelbau mit Satteldach schließt die Gutsanlage nach Norden hin ab. Datiert auf 1851/1900.                                            | Stall              |
| 09191773 Teilobjekt zu: 09190216 | Hauptstraße 25 (Lage) | Wirtschaftsgebäude | Zweigeschossiger Ziegelbau mit Satteldach. Datiert auf 1851/1900. Liegt zwischen Gutshaus und Stall.                                                                       | Wirtschaftsgebäude |
| 09191774 Teilobjekt zu: 09190216 | Hauptstraße 25 (Lage) | Brunnen | Rund, etwa 2,50 m im Durchmesser und 40 cm in der Höhe. Aus Sandstein gefertigt.                                                                                           | Brunnen            |

### Kuhlowitz
| ID-Nr.                           | Lage   | Bezeichnung | Beschreibung | Bild           |
| -------------------------------- | ------ | ----------- | --- | -------------- |
| 09190253 Wikidata                | (Lage) | Dorfkirche  | Die evangelische Dorfkirche wurde zu Beginn des 16. Jahrhunderts erbaut. Es ist ein rechteckiger Saalbau aus Feldsteinen. Auf dem Hohen Satteldach befindet sich ein Fachwerkdachreiter aus dem Jahr 1737. Die Ausstattung im Inneren stammt im Wesentlichen aus der Zeit der ersten Hälfte des 18. Jahrhunderts. | weitere Bilder |
| 09191509 Teilobjekt zu: 09190253 | (Lage) | Orgel       | Sie stammt von einem Orgenbauer aus Niemegk und wurde im Jahr 1886 gefertigt. | BW             |

### Lübnitz
| ID-Nr.                           | Lage   | Bezeichnung | Beschreibung | Bild           |
| -------------------------------- | ------ | ----------- | --- | -------------- |
| 09190274                         | (Lage) | Dorfkirche  | Die evangelische Kirche wurde Anfang des 13. Jahrhunderts erbaut. Es ist ein Saalbau aus Feldstein, der quadratische Chor ist eingezogen. Hier befindet sich auch eine Apsis. Im Inneren befindet sich an der Nordempore eine Patronatsloge aus der ersten Hälfte des 18. Jahrhunderts. | weitere Bilder |
| 09190275                         | (Lage) | Gutspark    | Der Gutspark befindet sich südlich des Dorfs. Er wurde Ende des 19. Jahrhunderts angelegt. Zum Park gehört ein Teich und eine Grotte. | weitere Bilder |
| 09191397 Teilobjekt zu: 09190275 | (Lage) | Grabmal     | Das Grabmal (ein Findling) ist Kunz von Lochow (1846-1922) bewidmet. Es befindet sich in der Nordost-Ecke des Parks. | Grabmal        |

### Lüsse
| ID-Nr.                           | Lage           | Bezeichnung                 | Beschreibung | Bild                        |
| -------------------------------- | -------------- | --------------------------- | --- | --------------------------- |
| 09190278 Wikidata                | (Lage)         | Dorfkirche                  | Die evangelische Kirche wurde Anfang des 13. Jahrhunderts erbaut, der Turm wurde später angefügt. Im Inneren befindet sich ein Altaraufsatz aus der Zeit Ende des 17. Jahrhunderts. | weitere Bilder              |
| 09190893                         | Lüsse 1 (Lage) | Mühlengehöft                | | weitere Bilder              |
| 09192321 Teilobjekt zu: 09190893 | Lüsse 1 (Lage) | Wohnhaus                    | Zweigeschossiger Fachwerkbau (verputzt) mit Satteldach. Datiert auf 1701/1800 (Änderungsbauten erfolgten etwa 1900 und nach 1945).                                                  | BW                          |
| 09192328 Teilobjekt zu: 09190893 | Lüsse 1 ()     | Torhaus                     | Der Ziegelbau mit Satteldach entstand ca. 1900. Das Torhaus befindet sich links vom Wohnhaus.                                                                                       | ein Bild hochladen          |
| 09192322 Teilobjekt zu: 09190893 | Lüsse 1 (Lage) | Mühlengebäude & Wassermühle | Ein- und zweigeschossiger Fachwerk-Ziegelbau. Stammt aus den Jahren 1886/1900. Liegt rechter Hand vom Wohnhaus.                                                                     | Mühlengebäude & Wassermühle |
| 09192323 Teilobjekt zu: 09190893 | Lüsse 1 ()     | Stall                       | Der Ziegelbau mit Satteldach stammt etwa aus dem Jahr 1900. | ein Bild hochladen          |
| 09192324 Teilobjekt zu: 09190893 | Lüsse 1 (Lage) | Scheune                     | Fachwerkbau mit Satteldach. Es ist eine Durchfahrtscheune aus dem Jahr 1912. | BW                          |
| 09192325 Teilobjekt zu: 09190893 | Lüsse 1 ()     | Kleinviehstall              | Der Ziegelbau entstand ca. 1915. | ein Bild hochladen          |
| 09192326 Teilobjekt zu: 09190893 | Lüsse 1 ()     | Backhaus                    | Das Backhaus wurde aus Ziegel um 1900 erbaut. Auf dem Satteldach befindet sich eine Ziegelkuppel.                                                                                   | ein Bild hochladen          |
| 09192327 Teilobjekt zu: 09190893 | Lüsse 1 ()     | Schuppen                    | Eingeschossiger Holz-Ziegelbau mit Pultdach. | ein Bild hochladen          |

### Lütte
| ID-Nr.                           | Lage                        | Bezeichnung                                                   | Beschreibung | Bild             |
| -------------------------------- | --------------------------- | ------------------------------------------------------------- | --- | ---------------- |
| 09190279 Wikidata                | (Lage)                      | Dorfkirche                                                    | Die evangelische Kirche wurde 1842 erbaut. Vorbild waren die Bauten von Schinkel. Die Ausstattung im Inneren stammt aus der Bauzeit.                                          | weitere Bilder   |
| 09190983                         | Chausseestraße 26 (Lage)    | Dampfmolkerei mit Maschinenhaus, Schornstein und Stallgebäude | Die Molkerei ist ein eingeschossiger Bau mit Satteldach, datiert auf die Jahre 1901/1915.                                                                                     | weitere Bilder   |
| 09192402 Teilobjekt zu: 09190983 | Chausseestraße 26 (Lage)    | Maschinengebäude                                              | Entstehungszeit des Ziegelbaus 1901/1915. | Maschinengebäude |
| 09192403 Teilobjekt zu: 09190983 | Chausseestraße 26 (Lage)    | Stall                                                         | Eineinhalbgeschossiger Ziegelbau, datiert auf 1901/1915. | BW               |
| 09190946                         | Chausseestraße 43-44 (Lage) | Schmiede- und Kleingehöft                                     | | weitere Bilder   |
| 09192370 Teilobjekt zu: 09190946 | Chausseestraße 44 (Lage)    | Wohnhaus                                                      | Zweigeschossiger Fachwerk-Lehmbau mit Krüppelwalmdach und zweierlei Anbauten, von denen einer ersetzt wurde durch einen modernen Holzanbau. Entstehungszeit etwa 1800.        | Wohnhaus         |
| 09192371 Teilobjekt zu: 09190946 | Chausseestraße 43-44 (Lage) | Schmiede                                                      | Eingeschossiger Ziegelbau mit Satteldach und Eisensprossenfenster. Entstehungszeit etwa 1901/1915.                                                                            | Schmiede         |
| 09192372 Teilobjekt zu: 09190946 | Chausseestraße 43 (Lage)    | Wohnhaus                                                      | Eingeschossiger Bau mit Satteldach. Datiert auf 1801/1850. | Wohnhaus         |
| 09192373 Teilobjekt zu: 09190946 | Chausseestraße 43-44 (Lage) | Scheune                                                       | Es handelt sich um eine Einfahrtsscheune als Fachwerk-Ziegelbau mit Satteldach, datiert auf 1801/1900. Das Ursprungsgebäude wurde durch einen Holzbau mit Satteldach ersetzt. | Scheune          |

### Neschholz
| ID-Nr.            | Lage   | Bezeichnung                                  | Beschreibung | Bild           |
| ----------------- | ------ | -------------------------------------------- | --- | -------------- |
| 09190298 Wikidata | (Lage) | Dorfkirche                                   | Die evangelische Kirche wurde Anfang des 13. Jahrhunderts erbaut. Im Inneren ein Altaraufsatz, dieser wurde im 17. Jahrhundert umgebaut. | weitere Bilder |
| 09190299 Wikidata | (Lage) | Wühlmühle, bei Neschholz am alten Planefließ | | weitere Bilder |

### Preußnitz
| ID-Nr.            | Lage   | Bezeichnung            | Beschreibung | Bild           |
| ----------------- | ------ | ---------------------- | --- | -------------- |
| 09190254 Wikidata | (Lage) | Dorfkirche             | Die evangelische Kirche wurde Anfang des 13. Jahrhunderts erbaut. Der Dachturm wurde 1663 abgerissen. Im Inneren ein Altaraufsatz aus der Zeit um 1711. | weitere Bilder |
| 09191498 Wikidata | (Lage) | Transformatorenstation | Die Transformatorenstation liegt südlich des Ortes an der Straße nach Lüsse.                                                                            | weitere Bilder |

### Ragösen
| ID-Nr.                           | Lage                      | Bezeichnung                                                                                   | Beschreibung | Bild                      |
| -------------------------------- | ------------------------- | --------------------------------------------------------------------------------------------- | --- | ------------------------- |
| 09190353 Wikidata                | (Lage)                    | Dorfkirche                                                                                    | Die evangelische Kirche wurde im Jahre 1910 erbaut. Wahrscheinlich wurden Elemente einer mittelalterlichen Kirche verwendet. Im Inneren eine Taufe aus Sandstein aus dem Jahre 1663. | weitere Bilder            |
| 09190965                         | Forststraße 7 (Lage)      | Bullenberger Mühle, bestehend aus Mühlengebäude, Wohnhaus, Wirtschaftsgebäuden und Mühlenstau | Die Bullenberger Mühle liegt im Ragösener Ortsteil Bullenberg, in Hanglage im bewaldeten westlichen Teil des Ortes.                                                                  | BW                        |
| 09192383 Teilobjekt zu: 09190965 | Forststraße 7 ()          | Wohnhaus                                                                                      | Zweigeschossiger Bau mit Satteldach. Entstehungsjahr etwa 1900. Das Wohnhaus befindet sich nördlich der Mühle.                                                                       | ein Bild hochladen        |
| 09192384 Teilobjekt zu: 09190965 | Forststraße 7 ()          | Wirtschaftsgebäude                                                                            | Eineinhalbgeschossiger Ziegelbau mit Pultdach. Entstehungsjahr etwa 1900. Das Wirtschaftsgebäude schließt den Hof nach Süden hin ab.                                                 | ein Bild hochladen        |
| 09192385 Teilobjekt zu: 09190965 | Forststraße 7 ()          | Scheune                                                                                       | Bei dem Fachwerk-Ziegelbau handelt es sich um eine Einfahrtsscheune mit Satteldach. Datiert auf 1801/1900.                                                                           | ein Bild hochladen        |
| 09192386 Teilobjekt zu: 09190965 | Forststraße 7 ()          | Wirtschaftsgebäude                                                                            | eineinhalbgeschossiger gelber Ziegelbau mit Satteldach; Entstehungsjahr etwa 1900 | ein Bild hochladen        |
| 09190874                         | Freibadstraße 57 (Lage)   | Bahnhof, an der B 102 zwischen Dippmannsdorf und Ragösen                                      | | weitere Bilder            |
| 09192306 Teilobjekt zu: 09190874 | Freibadstraße 57 (Lage)   | Bahnhofsgebäude                                                                               | Der eingeschossige Ziegel-Fachwerkbau mit Satteldach stammt aus dem Jahr 1904. | Bahnhofsgebäude           |
| 09192308 Teilobjekt zu: 09190874 | Freibadstraße 57 (Lage)   | Wohnhaus                                                                                      | Der eingeschossige Ziegelbau mit Satteldach ist mit dem Bahnhofsgebäude direkt verbunden.                                                                                            | Wohnhaus                  |
| 09192307 Teilobjekt zu: 09190874 | Freibadstraße 57 (Lage)   | Güterschuppen                                                                                 | Ziegelbau mit Satteldach. Der Güterschuppen liegt in der südlichen Verlängerung des Bahnhofsgebäudes. Er ist ebenfalls datiert auf das Jahr 1904.                                    | Güterschuppen             |
| 09190984                         | Kastanienwinkel 9 (Lage)  | Wohnhaus und Stallgebäude                                                                     | Zweigeschossiger Ziegelbau mit Halbwalmdach. Datiert auf ca. 1850. | Wohnhaus und Stallgebäude |
| 09192404 Teilobjekt zu: 09190984 | Kastanienwinkel 9 (Lage)  | Stall                                                                                         | Das Ziegel-Fachwerk-Bau verfügt über eine Oberlaubengalerie, ausgerichtet hin zur Hofseite. Das Stallgebäude datiert auf ca. 1800 (Änderungsbauten erfolgten etwa 1900).             | Stall                     |
| 09190354                         | Kastanienwinkel 12 (Lage) | Wohnhaus                                                                                      | Zu dem Wohnhaus liegen weder bauliche Informationen vor noch gibt es Hinweise auf die Entstehungszeit.                                                                               | Wohnhaus                  |
| 09191060                         | Kastanienwinkel 15 (Lage) | Gehöft, bestehend aus Wohnhaus, Torhaus, linkem und rechten Seitengebäude sowie Scheune       | Das weite Areal des Gehöfts erstreckt sich vom Kastanienwinkel bis zur Ragöser Straße. Datiert auf 1801/1850 (Umbauten ca. 1900).                                                    | BW                        |
| 09192504 Teilobjekt zu: 09191060 | Kastanienwinkel 15 (Lage) | Wohnhaus                                                                                      | zweigeschossiger Ziegelbau mit Krüppelwalmdach; datiert auf 1801/1850 (Änderungsbauten erfolgten 1870/1900)                                                                          | Wohnhaus                  |
| 09192505 Teilobjekt zu: 09191060 | Kastanienwinkel 15 (Lage) | Seitenflügel                                                                                  | zweigeschossiger Ziegelbau, datiert auf ca. 1900 | BW                        |
| 09192506 Teilobjekt zu: 09191060 | Kastanienwinkel 15 (Lage) | Torhaus                                                                                       | Das Torhaus verbindet das Wohnhaus mit dem linken Stallgebäude. Datiert auf ca. 1900.                                                                                                | Torhaus                   |
| 09192507 Teilobjekt zu: 09191060 | Kastanienwinkel 15 (Lage) | Stall                                                                                         | Das Stallgebäude schließt (als nördliche Hofbegrenzung) unmittelbar an das Wohnhaus an. Fachwerkbau mit Satteldach. Datiert auf etwa 1801/1850.                                      | BW                        |
| 09192508 Teilobjekt zu: 09191060 | Kastanienwinkel 15 (Lage) | Stall                                                                                         | Es handelt sich um den Stall als südliche Hofbegrenzung. Zweigeschossiges Ziegelgebäude mit Satteldach. Datiert auf etwa 1900.                                                       | Stall                     |
| 09192509 Teilobjekt zu: 09191060 | Kastanienwinkel 15 (Lage) | Scheune                                                                                       | Ziegelbau mit Satteldach, datiert auf ca. 1900 (ein Umbau erfolgte nach 1945). Das Scheunengebäude schließt den Hof nach Westen ab.                                                  | Scheune                   |

### Schwanebeck
| ID-Nr.                           | Lage              | Bezeichnung | Beschreibung | Bild                       |
| -------------------------------- | ----------------- | --- | --- | -------------------------- |
| 09190385                         | (Lage)            | Dorfkirche | Die evangelische Kirche ist ein spätgotischer Bau. Im Inneren befindet sich ein Altaraufsatz aus der Zeit um 1700. An der südlichen Wand befindet sich ein Grabmal für den Pfarrer Christian Thronicke.                  | weitere Bilder             |
| 09191057                         | Am Bach 33 (Lage) | Bauerngehöft Kühne, bestehend aus Wohnhaus mit Futterküche, Pferde- und Schafstall, Wagenremise, Kuhstall, Schweinestall, westlichem und südlichem Torhaus sowie Scheune | Das Gehöft befindet sich an der Kreuzung der Straßen „Am Bach“ und „Am Denkmal“. | weitere Bilder             |
| 09192494 Teilobjekt zu: 09191057 | Am Bach 33 (Lage) | Wohnhaus | Zweigeschossiger Fachwerk-Ziegelbau mit Satteldach. Entstehungszeitraum 1829/1842. Das Wohnhaus befindet sich an der südwestlichen Ecke des Hofes.                                                                       | Wohnhaus                   |
| 09192495 Teilobjekt zu: 09191057 | Am Bach 33 (Lage) | Wirtschaftsgebäude | Zweigeschossiger Ziegelbau mit Satteldach. Entstehungszeitraum ca. 1900. Das Gebäude schließt unmittelbar an das Wohnhaus an.                                                                                            | BW                         |
| 09192496 Teilobjekt zu: 09191057 | Am Bach 33 (Lage) | Pferdestall und Schafstall | Zweigeschossiger Ziegelbau mit Pultdach. Mittels Inschrift weist das Gebäude das Baujahr 1889 aus. | Pferdestall und Schafstall |
| 09192497 Teilobjekt zu: 09191057 | Am Bach 33 (Lage) | Torhaus | Es ist das südliche Torhaus, ein Ziegelbau mit Satteldach. Er datiert auf etwa das Jahr 1900. | Torhaus                    |
| 09192498 Teilobjekt zu: 09191057 | Am Bach 33 (Lage) | Kuhstall | Der Kuhstall, ein zweigeschossiger Ziegelbau, befindet sich an der Straße „Am Denkmal“. Er datiert auf 1900/1904. | BW                         |
| 09192499 Teilobjekt zu: 09191057 | Am Bach 33 (Lage) | Torhaus | Es ist das westliche Torhaus, ein zweigeschossiger Ziegelbau. Er datiert auf 1900/1904. | Torhaus                    |
| 09192500 Teilobjekt zu: 09191057 | Am Bach 33 (Lage) | Schweinestall | Das zweigeschossige Ziegelgebäude schließt im Norden an den Kuhstall an. Es datiert auf 1900/1904. | BW                         |
| 09192501 Teilobjekt zu: 09191057 | Am Bach 33 (Lage) | Scheune | Es handelt sich um eine Einfahrts- und Durchfahrtsscheune. Der Fachwerk-Bau mit Satteldach bildet den Abschluss des Hofes in Richtung Feldflur. Entstehungszeitraum 1829/1842 (Änderungsbauten erfolgten 1890 und 1900). | Scheune                    |

### Werbig
| ID-Nr.   | Lage   | Bezeichnung | Beschreibung | Bild       |
| -------- | ------ | ----------- | --- | ---------- |
| 09190489 | (Lage) | Dorfkirche  | Die evangelische Dorfkirche wurde wahrscheinlich 1756 erneuert, der Entwurf wurde von dem Landbaumeister Pohlmann erstellt. Der Kern des Baues ist ein spätgotischer Bau, der damals barock verändert wurde. Im Inneren befindet sich eine flache Decke und eine Hufeisenempore. | Dorfkirche |

## Ehemalige Baudenkmale
| ID-Nr. | Lage                 | Bezeichnung                               | Beschreibung | Bild |
| ------ | -------------------- | ----------------------------------------- | ------------ | ---- |
|        | Dippmannsdorf (Lage) | Platzanlage Lindenwinkel in der Dorfmitte |              | BW   |